# Episodi di Jane the Virgin (seconda stagione)
La seconda stagione della serie televisiva Jane The Virgin è andata in onda negli Stati Uniti dal 12 ottobre 2015 al 16 maggio 2016 sul network The CW.
In Italia la stagione è stata interamente pubblicata sul servizio on demand Netflix il 31 dicembre 2016, mentre è stata trasmessa in prima visione gratuita su Rai 2 a partire dal 13 giugno al 22 agosto 2017.
| n° | Titolo originale     | Titolo italiano | Prima TV USA     | Pubblicazione Italia | Prima TV Italia |
| -- | -------------------- | --------------- | ---------------- | -------------------- | --------------- |
| 1  | Chapter Twenty-Three | Capitolo 23     | 12 ottobre 2015  | 31 dicembre 2016     | 13 giugno 2017  |
| 2  | Chapter Twenty-Four  | Capitolo 24     | 19 ottobre 2015  | 31 dicembre 2016     | 13 giugno 2017  |
| 3  | Chapter Twenty-Five  | Capitolo 25     | 26 ottobre 2015  | 31 dicembre 2016     | 14 giugno 2017  |
| 4  | Chapter Twenty-Six   | Capitolo 26     | 2 novembre 2015  | 31 dicembre 2016     | 14 giugno 2017  |
| 5  | Chapter Twenty-Seven | Capitolo 27     | 9 novembre 2015  | 31 dicembre 2016     | 15 giugno 2017  |
| 6  | Chapter Twenty-Eight | Capitolo 28     | 16 novembre 2015 | 31 dicembre 2016     | 15 giugno 2017  |
| 7  | Chapter Twenty-Nine  | Capitolo 29     | 23 novembre 2015 | 31 dicembre 2016     | 16 giugno 2017  |
| 8  | Chapter Thirty       | Capitolo 30     | 14 dicembre 2015 | 31 dicembre 2016     | 16 giugno 2017  |
| 9  | Chapter Thirty-One   | Capitolo 31     | 25 gennaio 2016  | 31 dicembre 2016     | 11 luglio 2017  |
| 10 | Chapter Thirty-Two   | Capitolo 32     | 1º febbraio 2016 | 31 dicembre 2016     | 11 luglio 2017  |
| 11 | Chapter Thirty-Three | Capitolo 33     | 8 febbraio 2016  | 31 dicembre 2016     | 18 luglio 2017  |
| 12 | Chapter Thirty-Four  | Capitolo 34     | 22 febbraio 2016 | 31 dicembre 2016     | 18 luglio 2017  |
| 13 | Chapter Thirty-Five  | Capitolo 35     | 29 febbraio 2016 | 31 dicembre 2016     | 25 luglio 2017  |
| 14 | Chapter Thirty-Six   | Capitolo 36     | 7 marzo 2016     | 31 dicembre 2016     | 25 luglio 2017  |
| 15 | Chapter Thirty-Seven | Capitolo 37     | 21 marzo 2016    | 31 dicembre 2016     | 1º agosto 2017  |
| 16 | Chapter Thirty-Eight | Capitolo 38     | 28 marzo 2016    | 31 dicembre 2016     | 1º agosto 2017  |
| 17 | Chapter Thirty-Nine  | Capitolo 39     | 11 aprile 2016   | 31 dicembre 2016     | 8 agosto 2017   |
| 18 | Chapter Forty        | Capitolo 40     | 18 aprile 2016   | 31 dicembre 2016     | 8 agosto 2017   |
| 19 | Chapter Forty-One    | Capitolo 41     | 25 aprile 2016   | 31 dicembre 2016     | 15 agosto 2017  |
| 20 | Chapter Forty-Two    | Capitolo 42     | 2 maggio 2016    | 31 dicembre 2016     | 15 agosto 2017  |
| 21 | Chapter Forty-Three  | Capitolo 43     | 9 maggio 2016    | 31 dicembre 2016     | 22 agosto 2017  |
| 22 | Chapter Forty-Four   | Capitolo 44     | 16 maggio 2016   | 31 dicembre 2016     | 22 agosto 2017  |